# スチームトラップ
スチームトラップまたは蒸気トラップ（英語: steam trap）は、蒸気配管や蒸気使用機器の中にたまった復水（ドレン）を自動的に排出する弁。復水のみを排出し蒸気は漏らさない。JIS B 0100バルブ用語では「トラップ」は、「機器、配管などからドレンを自動的に排出する自力式のバルブの総称」と定義されている

## 分類
| 大分類             | 動作原理     | 中分類                               | 特徴                                                                 |
| ------------------ | ------------ | ------------------------------------ | -------------------------------------------------------------------- |
| メカニカル         | 密度差       | バケット式 フロート式                | ドレンの存在が弁を駆動するので温度低下を待たずに動作し信頼性も高い。 |
| サーモスタティク   | 温度差       | ベローズ式 バイメタル式              | 温度差で動作するため動作周期が長い。空気の排出能力が高い。           |
| サーモダイナミック | 熱力学特性差 | ディスク式 インパルス式 オリフィス式 | 小型軽量で水撃作用に強い。トラップ背圧に制限あり。                   |